# Eugenia Maresch
Eugenia Barbara Maresch (ur. 1935 na Wileńszczyźnie) – polska i brytyjska fizyczka, historyczka, publicystka, promotorka polskiego dziedzictwa kulturalnego w Wielkiej Brytanii, od 1947 mieszka i działa w Londynie. Prezes Studium Polski Podziemnej od 2014.

## Życiorys
Eugenia Maresch urodziła się w 1935 na Wileńszczyźnie w rodzinie wojskowej. W lutym 1940 została deportowana przez okupacyjne władze radzieckie do Kraju Ałtajskiego na Syberii. W 1942 wraz z armią gen. Władysława Andersa przybyła do Iranu. Od 1943 do 1947 przebywała w obozie dla polskich uchodźców w Valivade w Indiach. W 1948 przeprowadziła się z rodziną do Anglii. Uczęszczała do polskiego żeńskiego Gimnazjum i Liceum im. Marii Curie-Skłodowskiej w Grendon Hall (1948–1951), gdzie jej nauczycielami byli m.in. Lucjan Pindor i Aleksander Berger oraz do angielskiego gimnazjum Salts High School w Saltaire w West Yorkshire. Ukończyła studia matematyczno-fizyczne na Politechnice w Leeds, specjalizując się w fizyce medycznej. Pracowała w klinice radioizotopów londyńskiego Szpitala św. Jerzego, w Royal Cancer Research Institute w Londynie oraz w szkołach.
Zaangażowana w działalność społeczną i charytatywną. Publikuje na tematy aktualne i historyczne. Wchodziła w skład Naczelnictwa Związku Harcerstwa Polskiego poza granicami kraju (1990–1996), Rady Polskiego Ośrodka Społeczno-Kulturalnego (POSK), przewodniczyła Komisji Bibliotecznej (1989–2000) trzech Światowych Kongresów Nauki i Badań Państw Centralnej i Wschodniej Europy. W 1990 rozpoczęła komputeryzację i modernizację Biblioteki POSK. Organizowała praktyki biblioteczne dla studentów z Polski, we współpracy m.in. z Biblioteką Narodową, Instytutem Bibliotekoznawstwa Uniwersytetu Warszawskiego czy Zakładem Narodowym im. Ossolińskich we Wrocławiu. Od 1994 wiceprezeska Brytyjskiego Towarzystwa Conradystów. Sekretarz Towarzystwa Popierania Nauki Polskiej w Londynie (TPNP), członkini Towarzystwa Historyczno-Literackiego w Paryżu.
W 1996 na wniosek Stowarzyszenia Polskich Kombatantów w Wielkiej Brytanii została powołana do Komitetu „Roku Pamięci Narodowej” jako odpowiedzialna za zbiorową rejestrację grobów polskich na cmentarzach brytyjskich. Członkini rady powierników Polskiej Fundacji Kulturalnej (1996–2005). W 1999 powołana przez Ministra Edukacji Narodowej w skład Rady Dziedzictwa Archiwalnego. W 2000 weszła w skład Polsko-Brytyjskiej Komisji Historycznej do zbadania dokumentacji wkładu polskiego wywiadu w II wojnie światowej. Od 2001 do 2005 była w zespole powierników Fundacji „Polonia Aid Foundation Trust”, od 2003 w Radzie Studium Polski Podziemnej (od 2014 prezeska) oraz Instytutu Polskiego i Muzeum im. gen. Sikorskiego w Londynie, a od 2005 w Radzie Ochrony Pamięci Walk i Męczeństwa.

## Publikacje
- Living with the Enigma Secret (red., wraz z Janem Stanisławem Ciechanowskim i innymi), Bydgoszcz City Council, Bydgoszcz 2009 (288 s.), ISBN 978-83-7208-027-1
- Katyn 1940: The Documentary Evidence of the West's Betrayal, Spellmount(inne języki), Stroud 2010 (271 s.), ISBN 978-0-7524-5535-8
  - Przekład polski: Katyń 1940, tłum. Marek Urbański, Świat Książki, Warszawa 2014 (400 s.), ISBN 978-83-7943-077-2
- Polish Forces in Defence of the British Isles 1939–1945 (red.), Federation of Poles in Great Britain, London 2006 (112 s.), ISBN 0-9543217-0-7
- Armia Krajowa w dokumentach 1939–1945, t. 2: czerwiec 1941 – kwiecień 1943, wyd. II (red., wraz z Andrzejem Suchcitzem i innymi), Instytut Pamięci Narodowej, Warszawa 2019 (1063 s.), ISBN 978-83-8098-659-6

## Wyróżnienia
- Krzyż Oficerski Orderu Odrodzenia Polski[2]
- Kustosz Pamięci Narodowej (2009)[7]
- Odznaka Honorowa i Medal Pamiątkowy „Kustosza Tradycji, Chwały i Sławy Oręża Polskiego (2009)”[8]
- Doroczna Nagroda Ministra Kultury i Dziedzictwa Narodowego w kategorii ochrona dziedzictwa narodowego (2016)[9]
- Złoty Medal „Zasłużony Kulturze Gloria Artis” (2016)[10]
- Krzyż Komandorski Orderu Odrodzenia Polski (2019)[11]